# Королевское сельское поселение (Тюменская область)
Королевское се́льское поселе́ние — упразднённое муниципальное образование в Голышмановском районе Тюменской области Российской Федерации.
Административный центр — село Королево.

## История
Статус и границы сельского поселения установлены Законом Тюменской области от 5 ноября 2004 года № 263 «Об установлении границ муниципальных образований Тюменской области и наделении их статусом муниципального района, городского округа и сельского поселения».

## Население
| 2010 | 2011 | 2012 | 2013 | 2014 | 2015 | 2016 |
| ---- | ---- | ---- | ---- | ---- | ---- | ---- |
| 823  | ↘822 | ↘778 | ↗788 | ↘766 | ↘756 | ↘735 |
| 2017 | 2018 | 2019 |      |      |      |      |
| ↗742 | ↗749 | ↘732 |      |      |      |      |

## Состав сельского поселения
| № | Населённый пункт | Тип населённого пункта       | Население |
| - | ---------------- | ---------------------------- | --------- |
| 1 | Винокурова       | деревня                      | 60        |
| 2 | Дербень          | деревня                      | 127       |
| 3 | Дранкова         | деревня                      | 130       |
| 4 | Кармацкая        | деревня                      | 65        |
| 5 | Королево         | село, административный центр | 441       |